# Surry (Maine)
Surry ist eine Town im Hancock County des Bundesstaates Maine in den Vereinigten Staaten. Im Jahr 2020 lebten dort 1632 Einwohner in 1146 Haushalten auf einer Fläche von 132,43 km2.

## Geografie
Nach dem United States Census Bureau hat Surry eine Gesamtfläche von 132,43 km², von denen 95,75 km² Land sind und 36,67 km² aus Gewässern bestehen.

### Geografische Lage
Surry liegt an der Union River Bay des Atlantischen Ozeans, zentral im Süden des Hancock Countys. Im Westen grenzt der Toddy Pond und im Norden der Lower Pattern Pond an das Gebiet der Town. Im Süden läuft die Town in einer Landzunge aus, die in die Mount Desert Narrows ragt. Die Oberfläche ist eben, ohne nennenswerte Erhebungen.

### Nachbargemeinden
Alle Entfernungen sind als Luftlinien zwischen den offiziellen Koordinaten der Orte aus der Volkszählung 2010 angegeben.
- Norden: Ellsworth, 5,4 km
- Osten: Trenton, 12,5 km
- Südosten: Mount Desert, 20,0 km
- Süden: Blue Hill, 4,4 km
- Westen: Penobscot, 22,9 km
- Nordwesten: Orland, 19,1 km

### Stadtgliederung
In Surry gibt es drei Siedlungsgebiete: East Surry, South Surry und Surry.

### Klima
Die mittlere Durchschnittstemperatur in Surry liegt zwischen −6,1 °C (21° Fahrenheit) im Januar und 20,6 °C (69° Fahrenheit) im Juli. Damit ist der Ort gegenüber dem langjährigen Mittel der USA um etwa 6 Grad kühler. Die Schneefälle zwischen Oktober und Mai liegen mit bis zu zweieinhalb Metern mehr als doppelt so hoch wie die mittlere Schneehöhe in den USA; die tägliche Sonnenscheindauer liegt am unteren Rand des Wertespektrums der USA.

## Geschichte
Surry gehörte zu den sechs Gemeinden, deren Grant durch die Könige Wilhelm und Maria II. an David Marsh und 350 weitere Bürger von Massachusetts und New Hampshire vergeben wurde. Die Landvergabe wurde 1764 vom Gericht in Massachusetts bestätigt.
Zunächst wurde das Gebiet als Township No. 6 East of Penobscot River (T6 EPR), auch Township No. 6, West of the Union River oder Pattensborough bezeichnet. Die anderen fünf Townships waren Township No. 1 West of Union River, Township No. 2 Orland East of Penobscot River, Plantation No. 3 Penobscot (Castine), Plantation No. 4 Sedgwick und Plantation No. 5 Blue Hill.
Die Town Surry wurde am 21. Juni 1803 organisiert. Im Jahr 1829 wurde Land an Ellsworth abgegeben und in den Jahren 1843 und 1845 bekam Surry Ländereien von Penobscot hinzu.
Surry war eine landwirtschaftliche Gemeinde, die von der Land- und Forstwirtschaft lebte, die jedoch auch für den Schiffbau bekannt war. Zudem wurde Granit abgebaut. Zunächst durch französische Siedler bei Newburry Neck besiedelt, folgten englische Siedler dem Grant von Marsh.

### Einwohnerentwicklung
| Volkszählungsergebnisse – Town of Surry, Maine | Volkszählungsergebnisse – Town of Surry, Maine | Volkszählungsergebnisse – Town of Surry, Maine | Volkszählungsergebnisse – Town of Surry, Maine | Volkszählungsergebnisse – Town of Surry, Maine | Volkszählungsergebnisse – Town of Surry, Maine | Volkszählungsergebnisse – Town of Surry, Maine | Volkszählungsergebnisse – Town of Surry, Maine | Volkszählungsergebnisse – Town of Surry, Maine | Volkszählungsergebnisse – Town of Surry, Maine | Volkszählungsergebnisse – Town of Surry, Maine |
| Jahr                                           | 1800                                           | 1810                                           | 1820                                           | 1830                                           | 1840                                           | 1850                                           | 1860                                           | 1870                                           | 1880                                           | 1890                                           |
| ---------------------------------------------- | ---------------------------------------------- | ---------------------------------------------- | ---------------------------------------------- | ---------------------------------------------- | ---------------------------------------------- | ---------------------------------------------- | ---------------------------------------------- | ---------------------------------------------- | ---------------------------------------------- | ---------------------------------------------- |
| Einwohner                                      |                                                | 360                                            | 428                                            | 561                                            | 857                                            | 1189                                           | 1319                                           | 1242                                           | 1184                                           | 986                                            |
| Jahr                                           | 1900                                           | 1910                                           | 1920                                           | 1930                                           | 1940                                           | 1950                                           | 1960                                           | 1970                                           | 1980                                           | 1990                                           |
| Einwohner                                      | 900                                            | 734                                            | 658                                            | 488                                            | 497                                            | 448                                            | 547                                            | 623                                            | 894                                            | 1004                                           |
| Jahr                                           | 2000                                           | 2010                                           | 2020                                           | 2030                                           | 2040                                           | 2050                                           | 2060                                           | 2070                                           | 2080                                           | 2090                                           |
| Einwohner                                      | 1361                                           | 1466                                           | 1632                                           |                                                |                                                |                                                |                                                |                                                |                                                |                                                |

## Kultur und Sehenswürdigkeiten

### Bauwerke
In Surry wurden zwei Gebäude unter Denkmalschutz gestellt und ins National Register of Historic Places aufgenommen:
- Rural Hall, aufgenommen 2004, Register-Nr. 04001049
- Surry Town Hall, aufgenommen 2008, Register-Nr. 08000993

## Wirtschaft und Infrastruktur

### Verkehr
Aus Richtung Norden führt die Maine State Route 172 auf das Gebiet der Town und verlässt sie in Richtung Süden. Sie verbindet Surry im Norden mit Ellsworth und im Süden mit Blue Hill. In westlicher Richtung verlässt die Maine Staate Route 176 Surry.

### Öffentliche Einrichtungen
Es gibt mehrere medizinische Einrichtungen und Krankenhäuser in Blue Hill.
In Surry gibt es keine eigene Bücherei. Die nächstgelegenen befinden sich in Blue Hill und Ellsworth.

### Bildung
Surry gehört mit Blue Hill, Castine, Brooksville und Penobscot zur School Union 93. Für die Schulbildung in Surry ist das Surry School Department zuständig.
In Surry wird folgende Schule angeboten:
- Surry Elementary School mit Schulklassen von Pre-Kindergarten bis 8. Schuljahr

## Persönlichkeiten

### Persönlichkeiten, die vor Ort gewirkt haben
- Janwillem van de Wetering (1931–2008), Schriftsteller und Bildhauer
- Leonard Jarvis (1781–1854), Politiker
- Drew Gelinas, Biathlet